# Voila
Voila (románul: Voila), település és az azonos nevű község központja Romániában, Erdélyben, Brassó megyében.

## Fekvése
Fogarastól nyugatra, az Olt bal partján fekvő település.

## Története
Nevét 1511-ben említik először Voila alakban. 1534-ben Woyla, 1808-ban és 1913-ban Vojla néven írták.
A trianoni békeszerződés előtt Fogaras vármegye Fogarasi járásához tartozott. 1910-ben 931 lakosából 42 magyar, 20 német, 863 román volt. Ebből 26 római katolikus, 466 görögkatolikus, 408 görögkeleti ortodox volt.

## Források

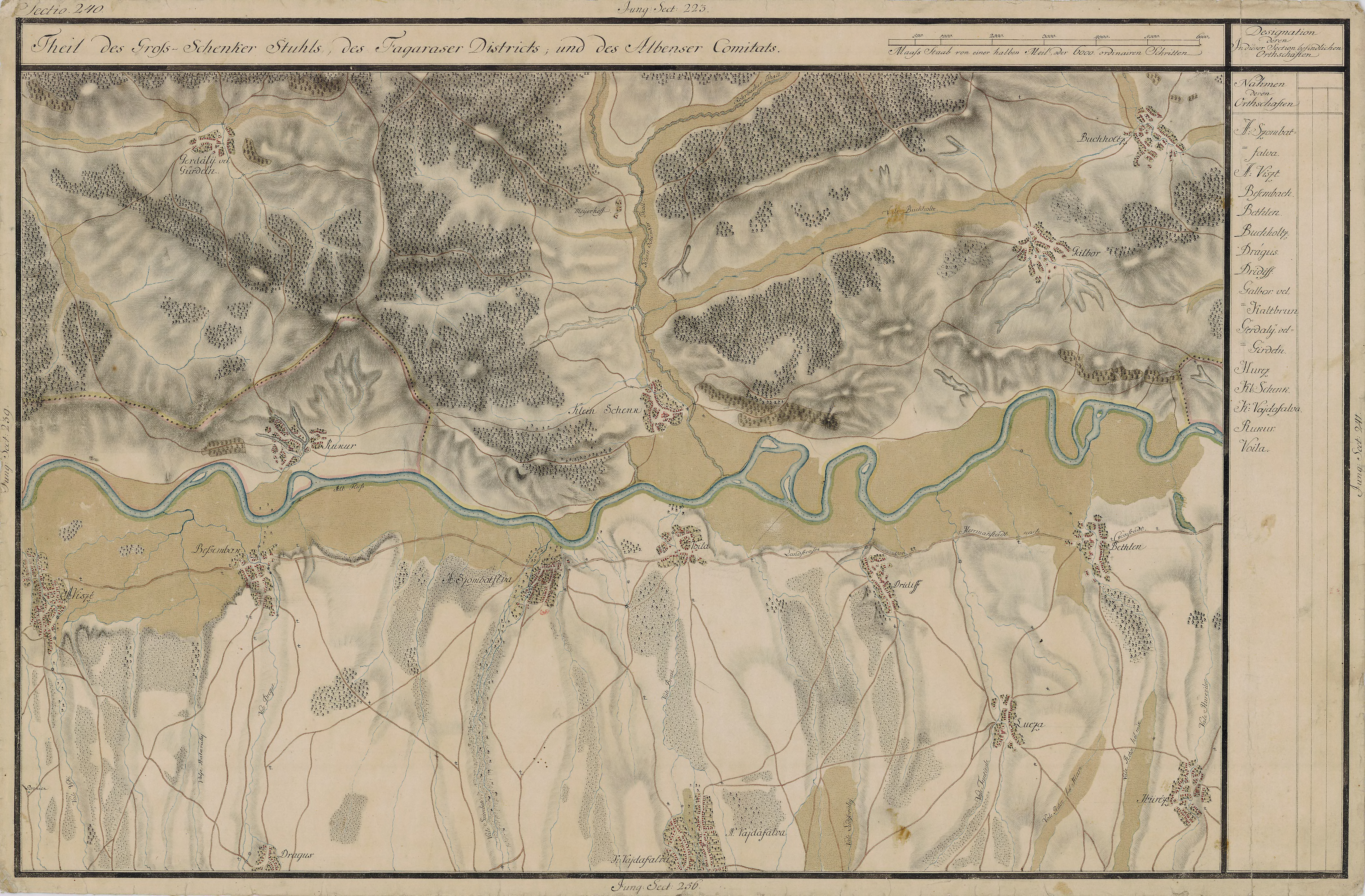
Voila egy régi térképen